# Underwater Demolition Team

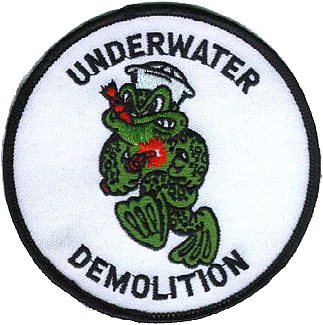
Écusson des Underwater Demolition Teams.

Les Underwater Demolition Teams (UDT) sont des unités de la marine américaine ayant existé de 1942 à 1983 et considérées comme les précurseurs des SEAL. Elles ont participé à plusieurs conflits : la Seconde Guerre mondiale, la guerre de Corée et la guerre du Viêt Nam. Leur principale fonction était de reconnaître et détruire les obstacles sur les plages avant un débarquement amphibie.

## Histoire

### La Seconde Guerre mondiale
Après l'entrée des États-Unis dans la Seconde Guerre mondiale, la marine américaine se rendit compte que pour permettre aux troupes de réussir des débarquements, elle aurait besoin de soldats qui effectueraient des reconnaissances des plages, repéreraient les obstacles et les défenses, puis guideraient les forces de débarquement. En conséquence, l'Amphibious Scout and Raider School fut créée conjointement par l'US Army et l'US Navy en août 1942. Les Scouts and Raiders (S&R) furent employées la première fois lors de l'opération Torch, le débarquement en Afrique du Nord en novembre 1942. 
À l'été 1943, le programme de l'Amphibious Scout and Raider School, désormais basée à Fort Pierce en Floride et qui deviendra une école uniquement de la Navy, s'élargit en intégrant la spécialité de démolition sous-marine. C'est là que fut créée la « Hell Week » (littéralement la « semaine infernale »), une période de sélection très éprouvante où 65 à 75 % des candidats abandonnent et qui reste depuis une phase obligée de la sélection des UDT/SEAL. Les unités ainsi formées à Fort Pierce, les Naval Combat Demolition Units (NCDU), étaient entraînées à détruire les obstacles gênant les débarquements, en opérant en uniforme, à partir d'embarcations, de nuit. La natation n'était guère prise en compte. Les NCDU, combinées avec des équipes de sapeurs de l'US Army, participèrent au débarquement en Normandie pour ouvrir les sorties des plages de Utah Beach et d'Omaha Beach. Sur cette dernière plage, les marins eurent 52 % de pertes. 

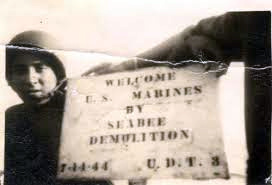
Un panneau « bienvenue aux Marines » laissé par une UDT lors du débarquement de Guam.

À la suite du débarquement catastrophique de Tarawa en novembre 1943, où des récifs coralliens et autres obstacles sous les vagues provoquèrent de nombreuses pertes chez les Marines, le vice-amiral Richmond K. Turner ordonna la formation d'Underwater Demolition Teams (« équipes de démolition sous-marine ») ou UDT. Les UDT, de plus grande taille que les NCDU, une centaine d'hommes chacune, furent de tous les débarquements de la guerre du Pacifique. Elles inaugurèrent rapidement la méthode d'opérer de jour, à la nage en maillot de bain. Leurs têtes seules dépassant de l'eau, montant et descendant dans les vagues, ces « Naked Warriors » (guerriers nus) constituaient des cibles difficiles pendant qu'ils travaillaient à miner les obstacles naturels ou artificiels devant les plages tenues par l'adversaire.

### L'après-guerre
À la fin de la Seconde Guerre mondiale, les UDT furent massivement démobilisées, mais celles restantes se livrèrent à de nombreuses expérimentations, dont les opérations type raid commando pour détruire un objectif à l'intérieur des terres, les opérations sous-marines (nageurs de combat), et l'utilisation de la troisième dimension (expérimentation de l'emploi de l'hélicoptère).

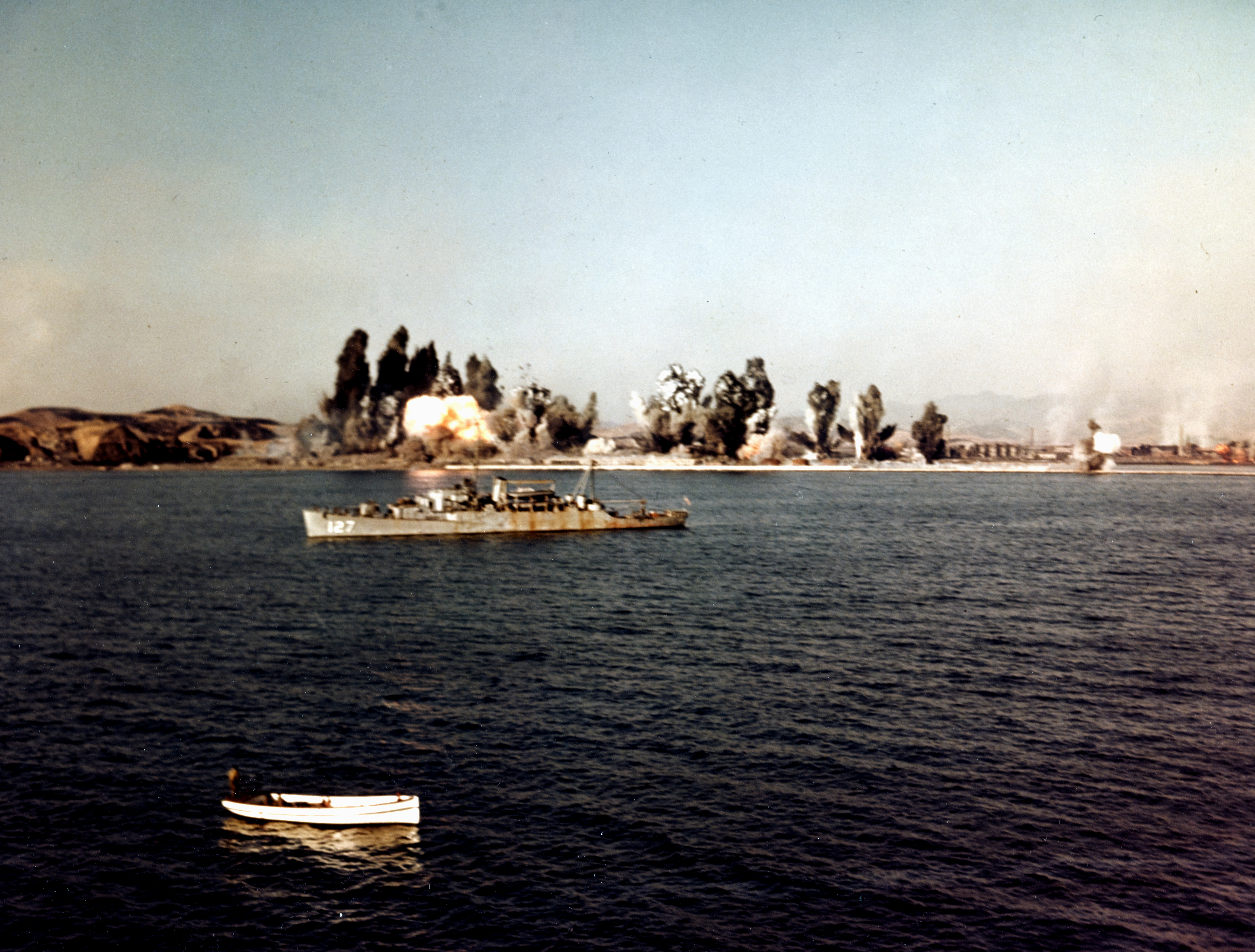
Destruction port de Hŭngnam

Pendant la guerre de Corée, des détachements des UDT furent d'abord utilisés à bord de destroyers de transport pour effectuer des raids de sabotage contre des ponts et tunnels ferroviaires derrière les lignes nord-coréennes. Les UDT reprirent leur rôle de soutien aux opérations amphibies lors du débarquement d'Incheon, et participèrent aux opérations de déminage des ports capturés. Lors de l'offensive chinoise, une escouade de l'UDT-3 plaça les vingt tonnes d'explosifs pour détruire le port de Hŭngnam après son évacuation. Pendant le reste du conflit, devenu relativement statique, les UDT menèrent des opérations de reconnaissance, d'infiltration de guérillas par la mer, et des opérations visant à saboter les filets de pêche qui assuraient une partie de l'approvisionnement nord-coréen en nourriture.
En 1962, pour faire face aux besoins en matière de guerre non-conventionnelle, des unités dédiées issues des UDT, les SEAL, furent créées. Le choix fut alors fait de conserver les UDT car elles restaient nécessaires au sein de la force amphibie de la Navy.
Par ailleurs, les UDT participèrent, dans les programmes spatiaux Mercury et Apollo, à la récupération des astronautes après leur amerrissage.
Lors de la guerre du Viêt Nam, les UDT effectuèrent des reconnaissances hydrographiques en vue de débarquements des Marines, reconnaissance généralement sans opposition ennemie. 
En 1983, les Underwater Demolition Teams furent transformées en unités SEAL, le raisonnement étant que les forces amphibies avaient besoin de mener des opérations type UDT et SEAL mais pas simultanément, et n'avaient de la place disponible à bord pour embarquer qu'une seule section de ces unités.

## Les UDT dans la culture populaire
Le film Les Hommes-grenouilles (1951) de Lloyd Bacon se passe dans une UDT.
Le film Underwater Warrior (en) (1958) de Andrew Marton est basé sur les mémoires du Lieutenant-Commander Francis Douglas Fane des UDT, Naked Warriors. 
Dans le film Apollo 13 (1995) de Ron Howard, l'insigne des UDT est visible sur la porte de l'hélicoptère qui dépose les astronautes sur le navire après leur récupération en mer.